# 宋宝善
宋宝善（1964年7月—），河北辛集人。男，汉族。装甲兵学院装甲指挥专业毕业。
曾任武警青海省总队总队长等职，中国人民武装警察部队少将警衔。2013年9月，任武警西藏总队司令员。2016年5月，按正军职待遇。
2013年，担任第十二届全国人民代表大会青海地区代表。